# Abtei Saint-Mesmin de Micy

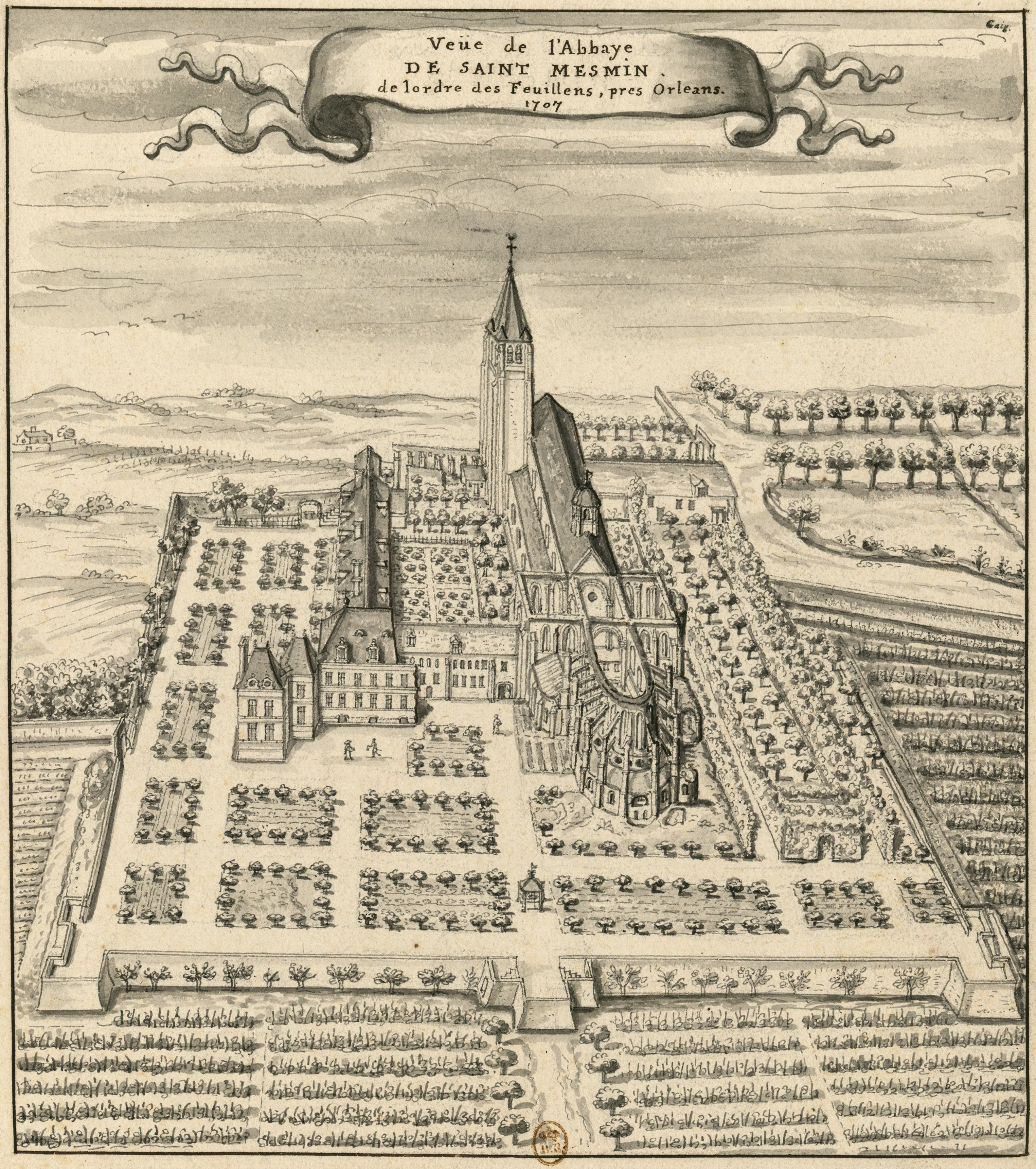
Abtei Saint-Mesmin de Micy im Jahr 1707 (Louis Boudan)

Die Abtei Saint-Mesmin de Micy war ein Benediktinerkloster in der heutigen Gemeinde Saint-Pryvé-Saint-Mesmin im französischen Département Loiret. Seit 1939 wird sie von Karmelitinnen bewohnt.

## Geschichte

### 6. und 7. Jahrhundert
Nach der Vita Maximini aus dem 9. Jahrhundert trat der heilige Euspicius, Erzpriester aus Verdun vor König Chlodwig I., der in die Stadt gekommen war, um sie wegen eines Aufstands zu bestrafen. Nach Begnadigung der Stadt nahm der König Euspicius und dessen Neffen Mesmin (Maximin) in seine Dienste. Im Jahr 508 zog sich Euspicius aus dem öffentlichen Leben zurück und erhielt vom König die leerstehende königliche Villa Micy in der Nähe von Orléans am Zusammenfluss von Loire und Loiret zur Gründung eines Klosters geschenkt. Der König stattete die Gründung mit weiterem Grundbesitz aus, darunter als Zufluchtsort ein Alleu de Saint-Mesmin genanntes Grundstück innerhalb der Stadt Orléans. Da es sich bei den diesbezüglichen Schenkungsurkunden jedoch um Fälschungen handelt, dürfte auch der Bericht der Vita Maximini lediglich eine Legende sein.
Euspicius starb am 10. Juni 510 und wurde in Orléans in der Kirche Saint-Pierre-aux-Bœufs, der späteren Basilika Saint-Aignan, an der Seite des heiligen Aignan von Orléans bestattet. Die Leitung des Klosters übernahm Mesmin, er starb am 15. Dezember 520.
Das erste Kloster befand sich innerhalb einer Umfassungsmauer und bestand aus koenobitischen Zellen und zwei großen Gebäuden, der Stephans-Kirche und einem Gemeinschaftshaus. Die Mönche folgten der Regel des heiligen Antonius und des heiligen Basilius, die von Johannes Cassianus und Martin von Tours in den Westen gebracht worden waren. Der Historiker Jean Mabillon hat festgestellt, dass sich unter den 30 Mönchen, die in der Totenliste der Abtei verzeichnet sind, 26 Heilige befinden, von denen einige einer ganzen Reihe von Gemeinden ihren Namen gaben: Saint-Mesmin (7), Saint-Avit (20), Saint-Brice (14), Saint-Calais (2), Saint-Dié (1), Saint-Doulchard (1), Saint-Fraimbault (3), Saint-Front (11), Saint-Gault (2), Saint-Léonard (9), Saint-Lyé (2), Saint-Rigomer (1), Saint-Ulphace (1) und Saint-Viâtre (1).
Ab Ende des Jahres 593, nach dem Tod des fünften Abtes, Mesmin des Jüngeren, kennt man für fast 200 Jahre keine Namen von Äbten mehr. Das Weiterbestehen der Abtei steht jedoch außer Zweifel, da Schenkungsurkunden der Könige Dagobert I. und Theuderich III. existieren. Um 675 wurden die Leichname der Heiligen Mesmin der Ältere, Theodemir und Mesmin der Jüngere in die Stadt Orléans umgebettet.

### 8. Jahrhundert
Bischof Theodulf von Orléans war auch Vorsteher von Fleury, Micy, Saint-Aignan und Saint-Liphard in Meung-sur-Loire, bezüglich Micys aber nicht regulärer Abt, sondern lediglich Nutznießer der Einkünfte. Dennoch führte er hier die Benediktinerregel ein, wozu er von Benedikt von Aniane zwölf Mönche zur Unterstützung gesandt bekam.

### 16. Jahrhundert
François de la Rochefoucauld (1558–1645), Bischof von Clermont, erhielt 1598 die Abtei Micy als Kommendatarabt. Auf ihn geht der Abschluss der Arbeiten zur Wiederherstellung der Gebäude im Jahr 1606 zurück. Im Jahr darauf, nachdem er zum Kardinal ernannt worden war, ließ er mit Zustimmung des Papstes die dort lebenden Mönche, deren Lebenswandel Kritik auf sich gezogen hatte, durch Zisterzienser aus der 1583 gegründeten Kongregation der Feuillanten, d. h. aus der Abtei Les Feuillants in Toulouse, ersetzen. Der Protest der verjagten Benediktiner bewirkte, dass die neuen Mönche erst am 10. Dezember 1608 feierlich installiert werden konnten.

Wappen der Feuillants in Saint-Mesmin

Im Jahr 1790, während der Revolution, wurde die Abtei aufgelöst. Heute ist sie vollständig zerstört. Mit den letzten verbliebenen Steinen der Abtei wurde 1858 das Croix de Micy in Saint-Pryvé-Saint-Mesmin in Erinnerung an das Kloster errichtet.
Das Institut de recherche et d’histoire des textes im CNRS besitzt eine Bibel und zwei Messbücher aus der Abtei, die aus der Mitte des 13. Jahrhunderts stammen sowie ein Brevier aus dem 17. Jahrhundert.

### Das Karmelitinnenkloster
Das 1617 gegründete Karmelitinnenkloster Orléans ließ sich 1939 auf dem Gelände der ehemaligen Abtei nieder. Es nennt sich Carmel de Micy-Orléans (Adresse: 18 rue Claude Joliot, 45750 Saint-Pryvé-Saint-Mesmin).

## Liste der Äbte

### Reguläre Äbte
- Heiliger Euspicius, 508–510
- Heiliger Mesmin der Ältere, 510–520
- Heiliger Avitus, 520–523
- Heiliger Theodemir, 523–552
- Heiliger Mesmin der Jüngere, 552–593
- Für die Zeit von 593 bis 770 sind die Namen der Äbte nicht überliefert
- Garatholène, 770
- Dructesinde, 814
- Jonas, 822
- Héric, 828
- Pierre I., 840
- Amaury I., 865
- Frédric, 895
- Létalde, 907
- Thierry, 937
- Benoit I., 942
- Benoît II., 946
- Jakob, 949
- Annon, 950
- Amaury II., 973
- Robert I., 994
- Konstantin, 1011
- Albert I., 1018
- Foulques I., 1036
- Raoul, 1050
- Foulques II., 1059
- Chrétien, 1075
- Garnier, 1110
- Étienne, 1116
- Albert II., 1120
- Hugues, 1130
- Guillaume I., 1149
- Gautier I., 1163
- André, 1171
- Lancelin, 1182
- Humbaud, 1202
- Jean I., 1218
- Francon, 1220
- Evrard, 1237
- Berthier, 1242
- Adam de Soisy, 1256
- NN, 1274
- Guillaume II. de l’Aunay, 1297
- Jean II., 1320
- Gautier II., 1350
- Julien le Rolleur, 1366
- Laumer de l’Isle, 1396
- Jean III. de Mornay, 1420
- Pierre II. de Coihart, 1438
- Robert II. de Villequier, 1448
- Jean IV. d’Eschines, 1453
- Louis Ajasson, 1489

### Kommendataräbte
- René de Prie, 1513
- Jean V. de Longueville, 1516
- François I. de Moulins, 1522
- Pierre III. Palmier, 1534
- Sébastien de l’Aubespine, 1558 (Haus Aubespine)
- Francesco II. Pico de la Mirandola, 1560
- Hippolyte d’Este, 1563 (Haus Este)
- Sacripante I. Pedocca, 1572
- Sacripante II. Pedocca, 1588
- François III. de La Rochefoucauld, 1598 (Haus La Rochefoucauld)
- Antoine Rose, 1610
- Daniel de Vassan, 1613
- Charles de Vassan, 1642
- Nicolas Gedoyn, 1665
- Jérôme Dufaure de Pibrac, 1692
- Emmanuel de Chépy, 1706
- Étienne-Édouard Colbert, 1749 (Haus Colbert)
- Armand-Anne-Auguste-Antonin-Sicaire Chapt de Rastignac, 1772